# 埃及鎮區 (密蘇里州卡羅爾縣)
埃及鎮區（英語：Egypt Township）是位於美國密蘇里州卡羅爾縣的一個行政鎮區。

## 地方資料
埃及鎮區的面積為94.83平方千米，當中陸地面積為94.81平方千米，而水域面積為0.02平方千米。根據2020年美國人口普查的數據，當地共有人口783人，而人口密度為每平方千米8.26人。